# Захран Аллуш
Мухаммад Захра́н ‘Аллу́ш (араб. محمد زهران علوش‎; 1971, Дума, Сирия — 25 декабря 2015, Дамаск, Сирия) — сирийский суннитский салафитский проповедник, участник Гражданской войны в Сирии.

## Биография
Вырос в семье своего отца-салафитского проповедника шейха Абдуллаха Аллуша в Восточной Гуте у Дамаска. Всячески следовал примеру своего отца и увлекался исламом. Окончил шариатский факультет Университета Дамаска, а затем поступил на факультет хадисоведения Мединского исламского университета; по окончании обучения он вновь вернулся к обучению на факультете шариата Университета Дамаска, получив степень магистра.
Из-за своей проповеднической активности с 1987 года к Захрану Аллушу стали периодически применяться различные санкции и меры воздействия, что в конце концов привело к его аресту в 2009 году сирийским Мухабаратом и заключением в Сайданайскую военную тюрьму. В марте 2011 года началось восстание, в результате которого позже Аллуш попал под амнистию и вышел из тюрьмы.
Начавшееся восстание в ранние дни привело к сильному давлению на сирийское правительство, в результате чего оно вынуждено было пойти на уступки и выпустить множество заключённых, одним из которых был Захран Аллуш. Его освободили 22 июня 2011 года, через 3 месяца после начала восстания; впоследствии создал и возглавил группировку Джейш аль-Ислам, с центром в районах Гуты. По выходе из тюрьмы присоединился в качестве бойца к вооружённой оппозиции. Затем начал работать над созданием крупной боеспособной силы, способной противостоять правительственным войскам. Вначале это была лишь 1 бригада, но позже всё вылилось в объединение 43 повстанческих группировок под новым сформированным единым Исламским фронтом 29 сентября 2013 года. Самой крупной группировкой в новообразованной коалиции стала Джейш аль-Ислам. В одном из своих пропагандистских видео Захран Аллуш обозвал не только сирийских алавитов, но даже и имамитов не только кафирами, но и не арабами, а криптоперсами-зороастрийцами.
Был убит вместе со своим заместителем 25 декабря 2015 года в результате ракетного авиаудара по собранию лидеров оппозиционных группировок в восточном пригороде Дамаска. Заявления некоторых представителей оппозиции о том, что налёт осуществлялся российскими самолётами, не подтверждены представителями Минобороны России, при этом Сирийское правительство официально заявило о своей ответственности за нанесение авиаудара.
Брат, Мохаммед Аллуш, стал одним из лидеров сирийской оппозиции. Возглавил сирийскую оппозицию на переговорах в Астане в январе 2017 года.